# Monaca di Monza
Marianna de Leyva, divenuta Suor Virginia Maria, ma meglio nota come la Monaca di Monza (Milano, 4 dicembre 1575 – Milano, 17 gennaio 1650), è stata una religiosa italiana, protagonista di un famoso scandalo che sconvolse Monza agli inizi del XVII secolo.
Figlia primogenita di un nobile spagnolo, il conte di Monza Martino de Leyva y de la Cueva-Cabrera, a tredici anni fu costretta dal padre a entrare come novizia nell'Ordine di San Benedetto; a sedici anni pronunciò i voti e diventò la monaca suor Virginia Maria, dal nome della defunta madre. A fare scalpore fu la sua relazione (durata dal 1598 al 1608) con un uomo, il conte Gian Paolo Osio, dalla quale nacquero almeno due figli, un maschio nato morto o deceduto durante il parto e una bambina, che Osio riconobbe come propria figlia, Alma Francesca Margherita (8 agosto 1604), affidata alla nonna paterna, ma vista sovente dalla madre.
L'amante di suor Virginia, che già in precedenza era stato condannato per omicidio, uccise tre persone per nascondere la tresca, ma fu scoperto, condannato a morte in contumacia e poi assassinato il giorno prima della sua condanna da un uomo che egli riteneva suo amico. L'arcivescovo Federico Borromeo, messo al corrente della vicenda, ordinò un processo canonico nei confronti della monaca di Monza: al termine del procedimento suor Virginia fu condannata a essere "murata viva"  nel Ritiro di Santa Valeria, dove trascorse quasi quattordici anni chiusa in una stanzetta (1,50 x 3,50 mt circa) priva quasi completamente di comunicazione con l'esterno, ad eccezione di una feritoia che permetteva il ricambio di aria e la consegna dei viveri indispensabili. Sopravvissuta alla pena, rimase a Santa Valeria fino alla morte.
Fu contessa di Monza (1600-1607) durante il regno di Filippo III di Spagna e amministrava il territorio (circa trenta chilometri quadrati) dal monastero, insieme ai fratelli Luigi, Antonio II e Gerolamo (due anni per uno). Un altro fratellastro di Marianna fu il figlio di primo letto di sua madre Virginia Marino, il signore di Sassuolo Marco Pio di Savoia, il quale morì a Modena, nel 1599, a seguito delle ferite riportate in un attentato rimasto privo di colpevoli. Dai fratelli de Leyva il titolo di Conte di Monza passò a don Giovanni Battista Durini nel 1648; la dinastia duriniana governò Monza e il suo territorio fino alla fine del regime feudale.
La sua notorietà è dovuta soprattutto al romanzo I promessi sposi, nel quale Alessandro Manzoni si ispirò alla storia di questa vicenda, enfatizzando però gli eventi, cambiando ad esempio la composizione della famiglia, la cronologia, particolari biografici e il nome stesso degli amanti che diventano Egidio e suor Gertrude. Secondo alcuni, Manzoni inserì nella vicenda narrativa anche elementi dell'omicidio di Lelio Buonvisi.

## Biografia

### Famiglia e giovinezza

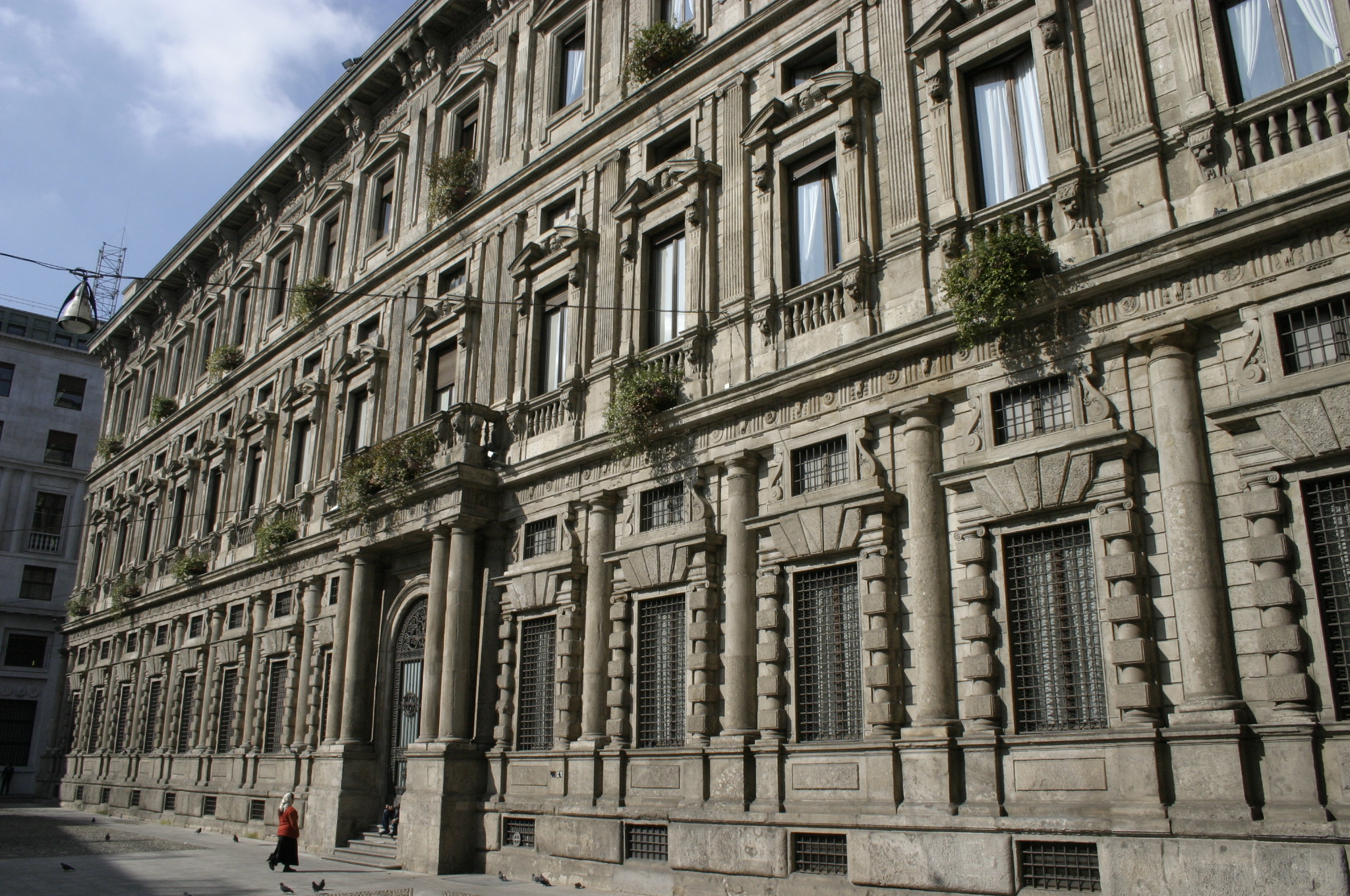
Palazzo Marino, a Milano, dove nacque Marianna de Leyva y Marino

Marianna de Leyva era figlia di Martino de Leyva e di Virginia Maria Marino; Martino era per diritto ereditario conte di Monza, quindi bisnipote di quell'Antonio de Leyva distintosi nella battaglia di Pavia del 1525 per i cui meriti fu investito del feudo di Monza da Carlo V. Martino de Leyva era a sua volta figlio di Luigi de Leyva, primo governatore spagnolo di Milano. La madre di Marianna, Virginia Maria, era figlia di Tommaso Marino. Virginia Maria Marino, vedova dal 1573 del conte Ercole Pio di Savoia, signore di Sassuolo, da cui ebbe un solo figlio maschio, Marco, e quattro femmine, il 22 dicembre 1574 sposò Martino de Leyva, portandogli una cospicua dote fra cui i fondi delle cascine "Mirabello" e dei "Pomi" di Monza.
Neanche un anno dopo aver dato alla luce la figlia, Virginia Maria Marino morì di peste a Milano, nel 1576, lasciando eredi universali in parti uguali i figli avuti dai due matrimoni (a Marianna spettò la proprietà di palazzo Marino e metà del patrimonio da dividere con Marco Pio di Savoia) e l'usufrutto al marito vedovo Martino de Leyva.
Da qui nacque una serie di controversie legali e malversazioni finalizzate a privare la piccola Marianna dell'eredità materna e anche per questo la ragazza fu indotta a entrare nel monastero di Santa Margherita in Monza, decisione a cui non fu certo estranea l'algida e bigotta zia paterna, marchesa Marianna Stampa-Chiari, alle cui cure era stata affidata dal padre assente. L'alternativa proposta alla giovane fu quella di unirsi in matrimonio con Gustavo Branciforte (o Branciforti), principe di Butera, di ben venticinque anni più vecchio di lei.
Martino de Leyva si risposò a Valencia, in Spagna, nel 1588 facendosi una nuova famiglia e dimenticandosi del tutto della figlia Marianna a Monza. È interessante rilevare che la nuova sposa del padre, Anna Viquez de Moncada era la sorella di Ferdinando Moncada, conte di Cammarota e duca di San Giovanni, il cui figlio Luigi rinsaldò i legami con la famiglia Branciforte.

### Monacazione

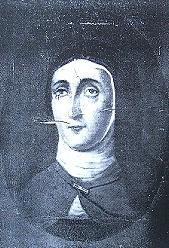
Presunto ritratto di Suor Virginia Maria de Leyva

Entrò, dunque, nel monastero urbano benedettino di Santa Margherita a Monza, che oggi non esiste più in quanto demolito verso il 1890 (ne resta solo la chiesa, antistante la piazzetta Santa Margherita, oggi reintitolata a San Maurizio). Suo padre l'aveva accompagnata il 15 marzo 1589 per depositare la dote alla badessa Beatrice Castiglioni: il 12 settembre 1591, compiuto il noviziato, Marianna pronunciava i voti. È significativo che Marianna abbia assunto il nome materno, Virginia, per affrontare la sua nuova vita monastica. Nei tempi precedenti agli scandali tenne una corrispondenza con il noto uomo di scienze Bartolomeo Zucchi (1570-1630) che si vantava di avere una lontana parentela con i de Leyva.
Nella comunità la nobildonna aveva una posizione privilegiata: risiedeva in un piccolo appartamento separato, assistita da quattro suore ausiliarie e dame di compagnia, oltre ad una conversa per le mansioni di servizio. Riscuoteva i tributi e s'informava sui problemi dei monzesi. Il temperamento di suor Virginia, in quanto feudataria di Monza e appartenente ad una delle più influenti famiglie del ducato spagnolo di Milano, era altezzoso e arrogante: malmenava alcune consorelle non obbedienti e perseguitò la sospettosa priora Francesca Imbresaga, destituendola dall'incarico e assegnandole umili lavori da svolgere. La causa predominante di tale comportamento era la relazione che aveva intrecciato con il nobile monzese Gian Paolo Osio, la cui abitazione confinava con il monastero.

### Relazione con Gian Paolo Osio

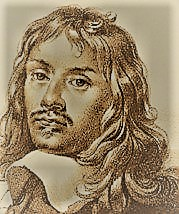
Ritratto ideale di Gian Paolo Osio (1850 circa)

Il monastero urbano di Santa Margherita, dove risiedeva suor Virginia, confinava con la casa di Gian Paolo Osio. Si è certi del fatto che l'Osio prese la cattiva abitudine di osservare, dalla sua tenuta, le educande che passeggiavano e giocavano nel cortile del monastero. Un giorno ne adocchiò una e cominciò ad amoreggiare con lei. L'educanda in questione si chiamava Isabella, figlia di Giovanni Maria e di Isabella degli Hortensi, ricca famiglia di Monza.
Venuta a conoscenza della relazione, Suor Virginia (contessa di Monza e maestra delle educande) riprese aspramente l'educanda e fece letteralmente una scenata all'Osio.
(Dalla dichiarazione processuale rilasciata da suor Virginia)
La faccenda non si limitò solo ad una sgridata: il fatto fu riportato ai genitori di Isabella e questi la portarono via dal monastero.
Dopo qualche giorno in Monza venne ucciso da un colpo di archibugio un certo Molteno, agente fiscale dei de Leyva. Circolarono voci che il mandante dell'omicidio fosse l'Osio al fine di vendicarsi del rabbuffo subito e dell'allontanamento dell'oggetto delle sue concupiscenze, così egli restò a lungo chiuso in casa o nel proprio giardino, da lì riprendendo le osservazioni verso le finestre del monastero.

Portale d'ingresso del monastero urbano di Santa Margherita

Con sfrontata spavalderia l'Osio volle quindi osare riprendere la tresca, ma stavolta con una monaca di alto lignaggio, ovvero proprio colei che l'aveva ostacolato. Tuttavia, la Signora più di una volta declinò i suoi approcci.
(Dalla dichiarazione processuale rilasciata da suor Virginia)
Il giovane riuscì infine ad attrarre l'attenzione della Signora:
(Dalla dichiarazione processuale rilasciata da suor Virginia)
La feudataria di Monza, tuttavia, reagì duramente e ne chiese l'arresto:
(Dalla dichiarazione processuale rilasciata da suor Virginia)
tanto che l'Osio sarebbe restato latitante da Monza per circa un anno. Qualche tempo dopo il bel Gian Paolo, impetrato il perdono della Signora grazie alla mediazione dei fratellastri di lei suoi amici, iniziò a presentarsi assiduamente alla Messa e continuò le osservazioni dalla finestra, che continuavano a procurar turbamento all'autorevole suora, ma ne scalfivano le resistenze.
Secondo la testimonianza di suor Ottavia, avendo visto dalla finestra della sua camera l'Osio passeggiare nel giardino, ella avrebbe detto: "si potria mai vedere la più bella cosa..?".
In un giorno imprecisato della primavera del 1598, l'Osio e suor Virginia iniziarono a scambiarsi lettere; questo carteggio avveniva grazie alle sue due più care collaboratrici e confidenti, suor Ottavia Ricci e suor Benedetta Homati. Queste manovre inconcludenti durarono alcuni mesi fino a quando i due s'incontrarono fuori dal parlatorio, ma nulla avvenne in quanto era presente suor Ottavia. La coppia s'incontrò una seconda volta, sempre con la presenza delle amiche fidate, e nel parlatorio l'Osio, secondo la successiva confessione di lei, abusò sessualmente della monaca.
(La Monaca di Monza, p. 69)

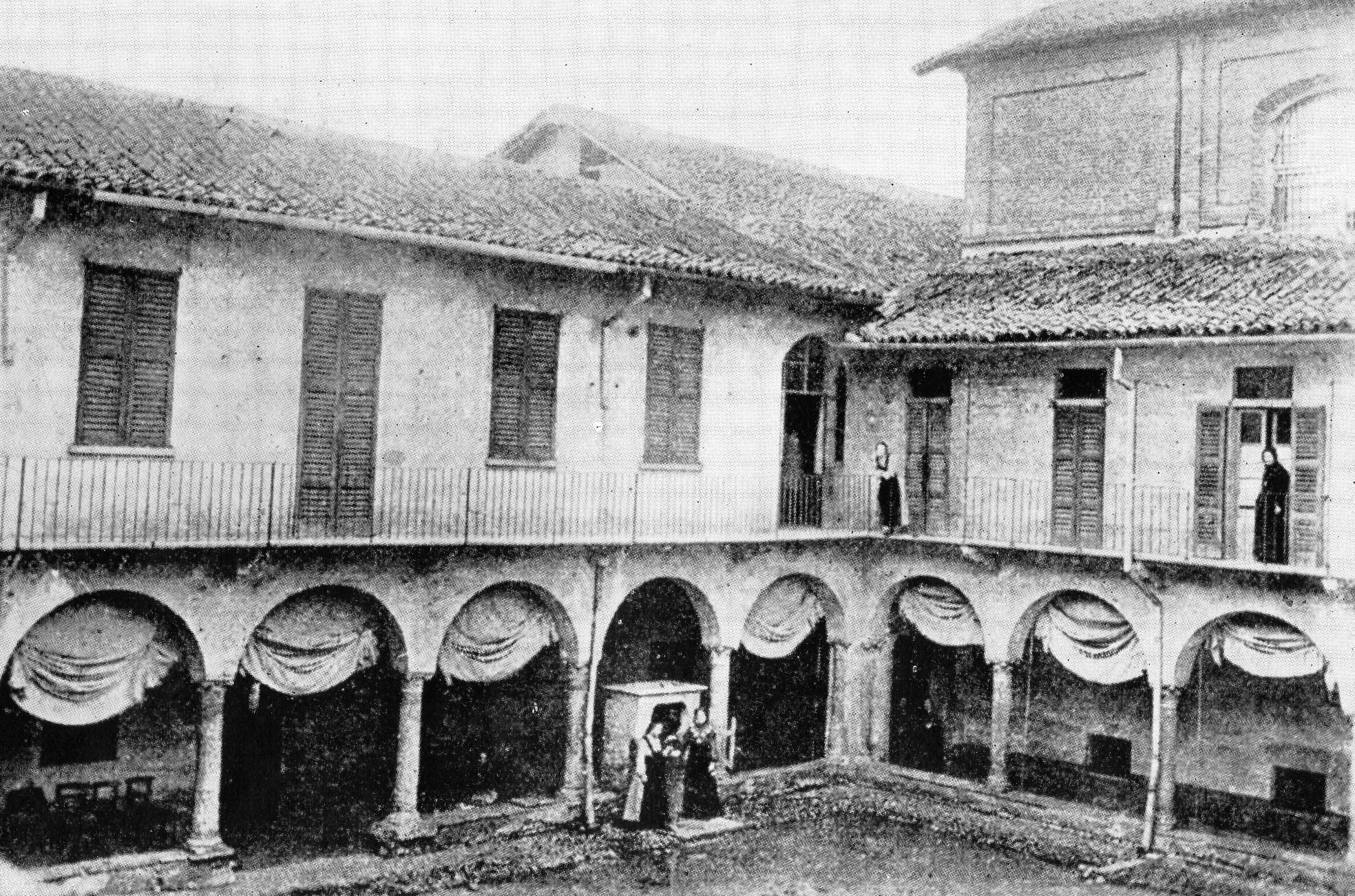
Il chiostro, demolito nel 1890, del monastero urbano di Santa Margherita

I due ripresero a frequentarsi solo dopo che l'Osio le inviò numerose lettere che attestavano il suo pentimento. Suor Ottavia, nella sua deposizione del 4 dicembre 1607, rivelò che i due amanti spesso s'incontravano nel monastero ed esattamente nella camera della Signora; sempre secondo lei la coppia aveva rapporti sessuali anche in sua presenza e di suor Benedetta, in quanto le tre monache avevano la camera in comune. La tresca intanto continuò assumendo carattere quasi consuetudinario con scambi di regali reciproci fra i due amanti.
Una notte dei primi mesi del 1602 la Signora diede alla luce, assistita dalle sue confidenti, "un putto morto"; questo fatto venne confermato dalla testimonianza di suor Ottavia, la quale affermò inoltre che il cadaverino venne portato via dall'Osio. Secondo il Ripamonti due altre monache favorivano l'intrigo, coinvolte, forse non ignara la Signora, in una relazione a tre: esse infatti «soggiacquero con l'Osio». Ciò che fece durare la loro relazione a lungo fu il forte potere persuasivo della Monaca e dei molti privilegi dei quali abusava e il fascino esercitato dall'Osio anche sulle monache.
L'8 agosto 1604 suor Virginia diede alla luce la figlia Alma Francesca Margherita, che l'Osio portò a Milano perché fosse battezzata solennemente nella chiesa di Sant'Andrea, con un padrino all'altezza delle sue origini aristocratiche ovvero il conte Francesco D'Adda. Inoltre la bambina frequentava spesso il monastero di Santa Margherita in compagnia del padre. Ciò ha fatto ritenere che la relazione tra suor Virginia e l'Osio fosse ormai pressoché di dominio pubblico e non si facessero molti sforzi per nasconderla.

### Scandalo

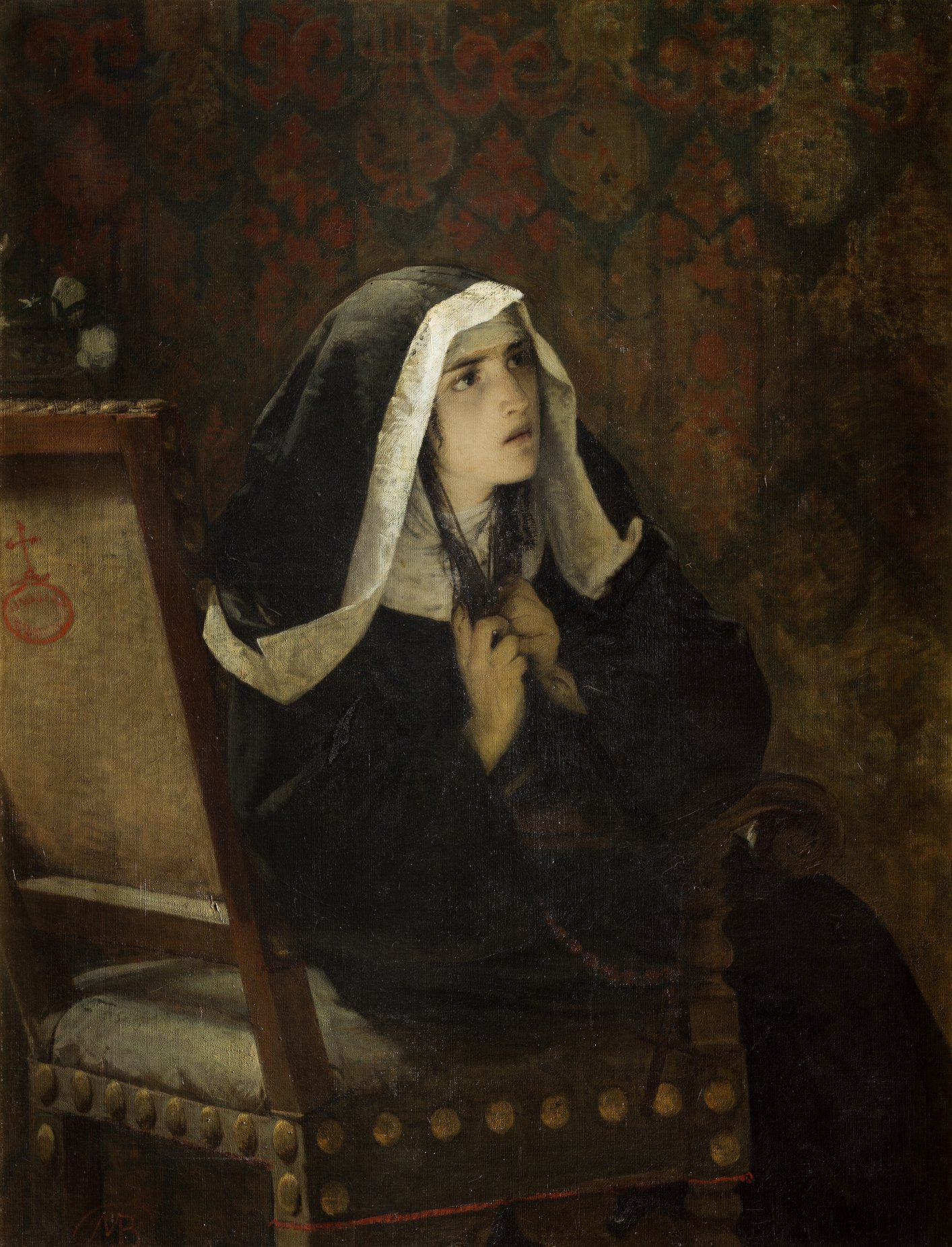
La monaca di Monza, dipinto di Mosè Bianchi (1865).

La situazione precipitò nel 1606, quando la giovane conversa Caterina Cassini da Meda, di povere origini e diventata monaca solamente per motivi economici, scoperta la storia, minacciò di rendere pubblica la relazione. Ormai era diventata un elemento scomodo in quanto continuava a ricattarli; così una sera Gian Paolo Osio la uccise con tre colpi sulla testa, usando un piede di porco, e poi, con l'aiuto di suor Virginia (di solito poco collaborativa), suor Benedetta e suor Ottavia, ne nascose il corpo nel pollaio del monastero e fece un buco nella muraglia per dare ad intendere che fosse scappata; successivamente rimosse il cadavere.
In seguito Osio tentò di eliminare due suore complici, Ottavia Ricci e Benedetta Homati, già coinvolte nella relazione a vario titolo (probabilmente sorveglianti e, prima o in seguito, amanti dello stesso Osio e quindi complici attive), per assicurarsi che non parlassero l'uomo affogò l'una nel Lambro e gettò l'altra in un pozzo poco distante. La prima si salvò, l'altra sopravvisse per poco tempo ma sufficiente per denunciare tutto alle autorità.
Suor Virginia, malgrado un'animata resistenza (pare che la monaca si difendesse dall'arresto brandendo una lunga spada), fu arrestata il 15 novembre 1607 a Monza. Gian Paolo Osio invece, condannato a morte in contumacia e ricercato, si rifugiò a Milano presso i nobili Taverna suoi amici, ma essi lo tradirono e lo uccisero a bastonate nei sotterranei del loro palazzo in corso Monforte, non tanto per incassare la taglia che era stata offerta per la sua cattura, ma piuttosto per opportunità politica. La sua testa mozzata fu poi gettata ai piedi del governatore spagnolo Fuentes. La morte di Osio lasciò la madre a mendicare l'interesse e le sovvenzioni del governo per sé e la nipotina.
Il 15 novembre del 1607, dopo l'arresto a Monza, suor Virginia de Leyva venne trasferita a Milano nel monastero delle benedettine di Sant'Ulderico, dette monache del Bocchetto. Il processo a suo carico si concluse il 17 ottobre 1608 con la condanna alla reclusione a vita in una cella murata. Ella così per ordine del cardinale Federico Borromeo fu trasferita nella casa delle Convertite di Santa Valeria a Milano nei pressi della chiesa di Sant'Ambrogio. Tale luogo non era un monastero ma un ritiro, inospitale e abbietto in Milano, dove veniva dato ricovero alle prostitute non più attive, per punizione e per tentare di redimerle.

### Redenzione e morte
Il 25 settembre 1622 avvenne la sua liberazione per volere del cardinale Borromeo. Dopo quasi quattordici anni trascorsi in una celletta di circa 1,50 mt per 2,50 mt, murata la porta e la finestra «in modo che non vedesse se non tanto spiracolo bastante a pena per dire l'Ofitio», suor Virginia fu esaminata dal cardinale Borromeo e trovata redenta: le fu quindi concesso il perdono, ma ella volle rimanere nello stesso malfamato ritiro di Santa Valeria.
Attirata l'attenzione di Borromeo per i suoi atti di pietà, fu presa ad esempio come peccatrice pentita e incoraggiata dallo stesso cardinale a scrivere lettere che venissero in aiuto alle religiose bisognose di conforto o talora monache incerte sulla propria vocazione o vacillanti. Visse a Santa Valeria per altri ventotto anni, fino alla morte, avvenuta il 17 gennaio 1650 all’età di settantaquattro anni.

## La monaca di Monza nella cultura di massa

### I promessi sposi

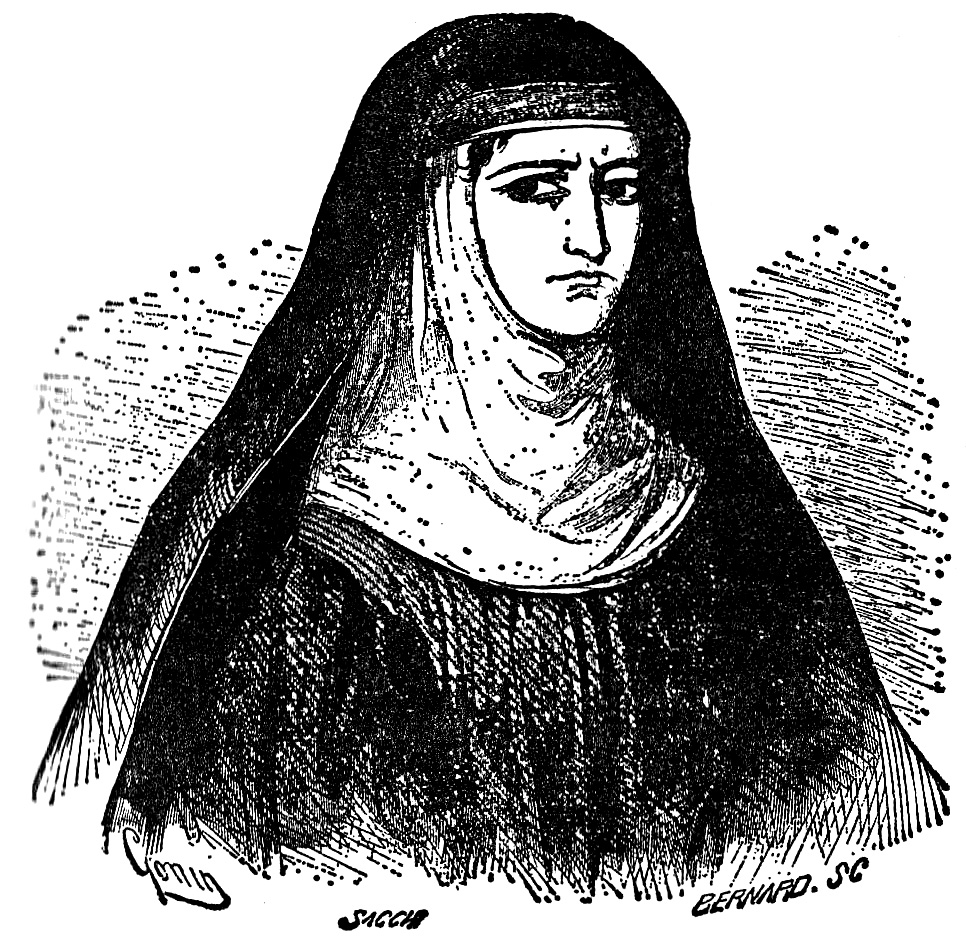
La monaca di Monza in un'illustrazione di fantasia di Francesco Gonin ne I promessi sposi (edizione del 1840)

Nel romanzo I promessi sposi Alessandro Manzoni riprese la figura della "Monaca di Monza", tuttavia cambiò i nomi ai personaggi (suor Virginia è chiamata nel romanzo Gertrude, il suo amante è chiamato Egidio), oltre a variare alcuni particolari - la monacazione era una suggestione imposta direttamente dal padre; presenti e complici sia la madre che il fratello maggiore, furono modificate altre circostanze -, ne trasportò la vicenda in avanti nel tempo di alcuni anni (l'azione del romanzo si svolgeva tra il 1628 e il 1630, oltre vent'anni dopo i fatti reali). La storia aveva uno spazio maggiore in Fermo e Lucia.
Era la figlia del secolo (il Seicento), che obbediva in tutto e per tutto ai precetti della religione adottata e alle cieche leggi dell'orgoglio del casato. Il padre-principe le aveva detto: "Il sangue si porta per tutto dove si va"; "comanderai a bacchetta"; "farai alto e basso" (capitolo IX). Manzoni scriveva ancora nel IX capitolo: "Ma la religione, come l'avevano insegnata alla nostra poveretta, e come essa l'aveva ricevuta, non bandiva l'orgoglio, anzi lo santificava e lo proponeva come un mezzo per ottenere una felicità terrena. Privata così della sua essenza, non era più la religione, ma una larva come l'altre". Era condotta fatalmente a sentire e accettare la logica dei suoi torturatori; antagonista del padre, cresceva formata della stessa sostanza spirituale di lui. Non sognava l'amore, ma, come scrisse il critico Eugenio Donadoni, l'amore-pompa, l'amore-vassallaggio. In monastero si sentiva la figlia del principe; da educanda godeva di distinzioni e privilegi, da monaca era la "Signora".
Educata alla religione dell'orgoglio di casta e di famiglia, Gertrude era una creatura debole: "per decidere della sua sorte non occorre il suo consenso, ma solo la sua presenza" (cap. IX). La giovane non agisce, agiscono gli altri per lei. Indice di fiacchezza morale erano sia il suo orgoglio, frutto dell'educazione familiare, sia il suo ritiro interiore dove le era piacevole ritirarsi dalle lotte che non sapeva affrontare per vivere le sue illusioni e idolatrare le sue passioni. Tornare alla vita era per lei rientrare in balìa degli altri. Non aveva neppure la forza della malvagità, non aveva coscienza del delitto, ma mancanza di coscienza. Non aveva l'energia necessaria per operare la propria salvazione. Manzoni provava pietà per lei (chiamandola "Gertrudina", "poveretta", "innocentina") ma come giudice era inesorabile: La sventurata rispose (cap. X).
Nella concisione di questa celebre frase si coglie la gravità del gesto, tanto per la trasgressione di Gertrude ai voti monacali, quanto per le conseguenze drammatiche che ne deriveranno. Ella è "sventurata" poiché non ha saputo cogliere le occasioni di ravvedimento e di espiazione. Nella vicenda di Gertrude diventa essenziale il rapporto con il principe-padre (padre della Monaca di Monza) che con la sua autorità e volontà impone una monacazione forzata. Gertrude vive con soggezione e paura questo rapporto, incapace di reagire e subendone l'egoistica violenza, al punto di trovare un attimo di pace solo quando vede nel padre la soddisfazione per la sua scelta monacale: allora, finalmente, fu, per un istante, tutta contenta (cap. X).
L'atteggiamento di timore e di sudditanza psicologica di Gertrude viene espresso soprattutto attraverso lo sguardo, per la sua incapacità a parlare (per esempio, nel capitolo X: senza alzare gli occhi in viso al padre, gli si buttò in ginocchioni davanti; alzò essa verso il padre uno sguardo tra atterrito e supplichevole; quegli occhi governavano le sue mosse e il suo volto, come per mezzo di redini invisibili). A causa della sua monacazione forzata e, di conseguenza, della fede che le è stata imposta, è portata a creare in sé stessa due personalità. Una che la porta a peccare, e l'altra che la fa sentire in colpa del peccato appena commesso. Possiamo riscontrare questa cosa anche nel fatto che una parte della sua personalità la spinge ad aiutare Lucia, un'altra a fare il contrario, in quanto provava invidia per Lucia, che si stava per sposare, mentre lei non avrebbe mai potuto.

### La monacazione forzata nella letteratura
Il racconto manzoniano è la ripresa di un topos letterario della letteratura europea dal Seicento all'Ottocento. Alcuni esempi sono i seguenti:
- le opere autobiografiche di suor Arcangela Tarabotti (1605-1652) il cui titolo è Inferno monacale e Tirannide paterna[26][27];
- le famose Lettere di una monaca portoghese (1669) attribuite alla suora portoghese Mariana Alcoforado, molto popolari nella sua epoca e nel Settecento;
- La monaca (La Religieuse, 1796), opera certamente nota al Manzoni, scritta dall'intellettuale francese Denis Diderot, uno dei massimi esponenti dell'Illuminismo.

Posteriori al romanzo manzoniano sono: Misteri del chiostro napoletano (1864) di Enrichetta Caracciolo, Storia di una capinera (1871) di Giovanni Verga e, nel Novecento italiano, Lettere di una novizia di Guido Piovene e La suora giovane (1959) di Giovanni Arpino.

### I luoghi della monaca di Monza
- Ai de Leyva è dedicata una via centrale di Monza che congiunge via Enrico da Monza con via Lecco.
- Via della Signora a Monza, il cui tracciato costeggia l'antico giardino del soppresso monastero urbano di Santa Margherita, è la strada dedicata a Suor Maria Virginia de Leyva.
- Vicolo della Signora, si accede da porta Lodi
- Molti, erroneamente, identificano lo storico collegio delle suore preziosine in via Lecco, sede di un Liceo Artistico, con il monastero del romanzo manzoniano.
- In via Marsala n. 44 a Monza si trova l'ex-convento dei frati cappuccini, ora in fase di riconversione residenziale, citato nel romanzo I promessi sposi, dove Agnese e Lucia furono inviate dal padre Cristoforo dovendo fuggire da Lecco.
La lapide murata in loco recita: «Questo luogo già convento dei Cappuccini fu immortalato dall'arte dei Promessi sposi. Rifugio di deboli difesa di oppressi esaltazione di umili su prepotenze e tempi vindice la benefica fede ai trionfi avvezza.»

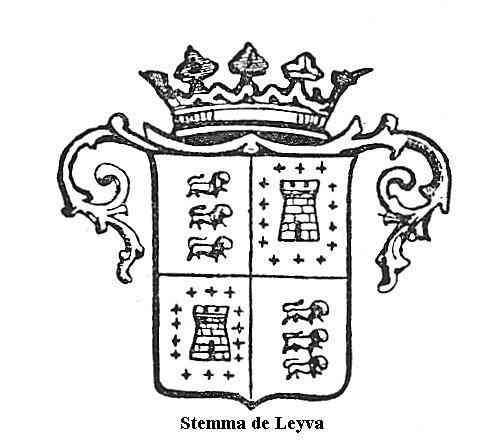
Stemma dei de Leyva
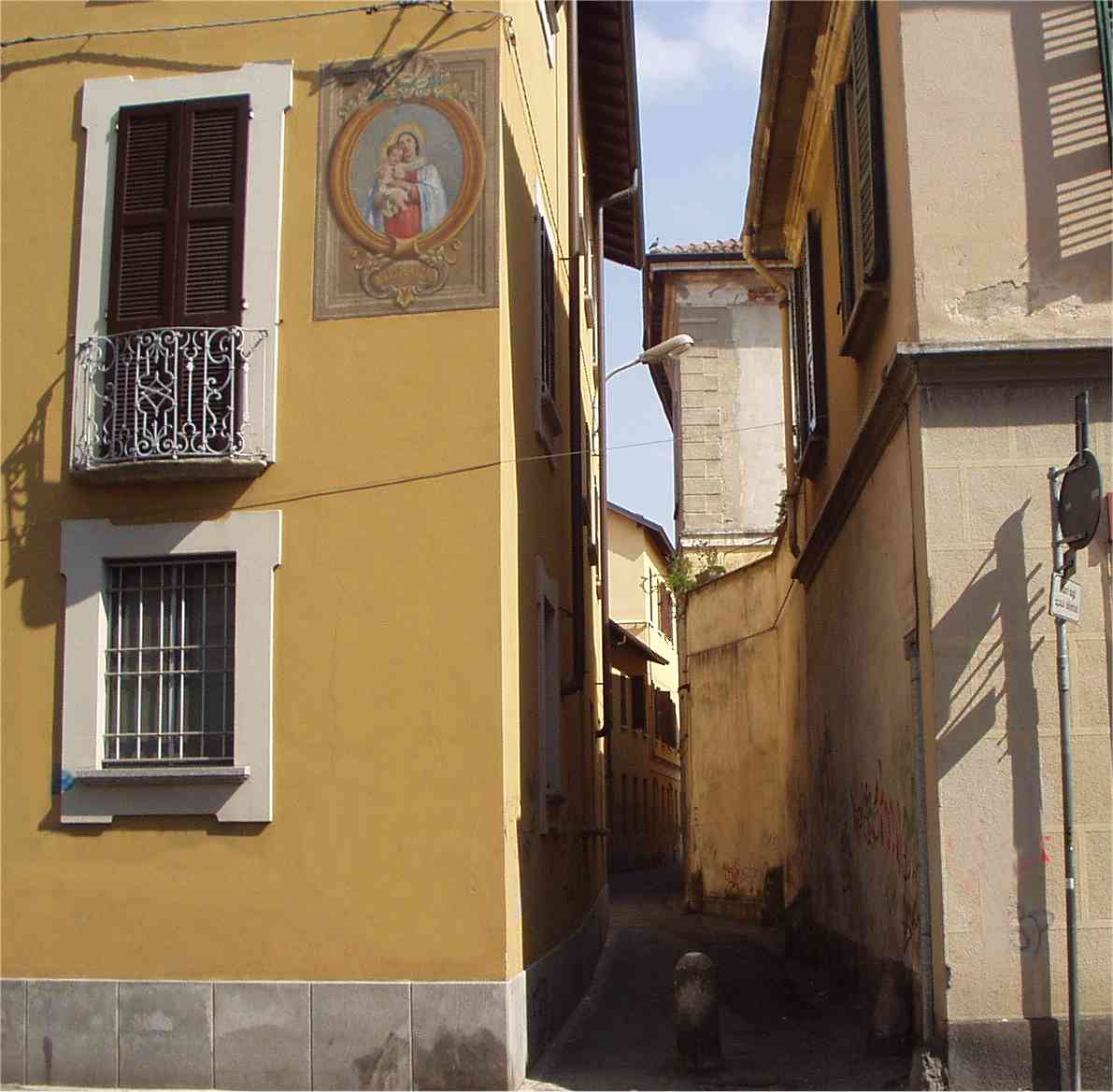
Via della Signora in Monza da via Moriggia, Porta Lodi, si immette in via Azzone Visconti notare la Madonna col Bambino dipinta all'inizio della strada
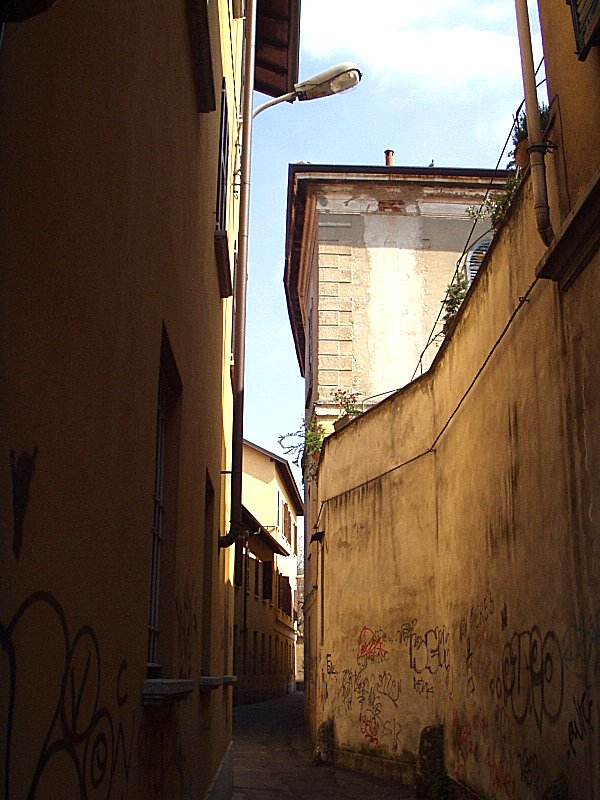
Via della Signora in Monza
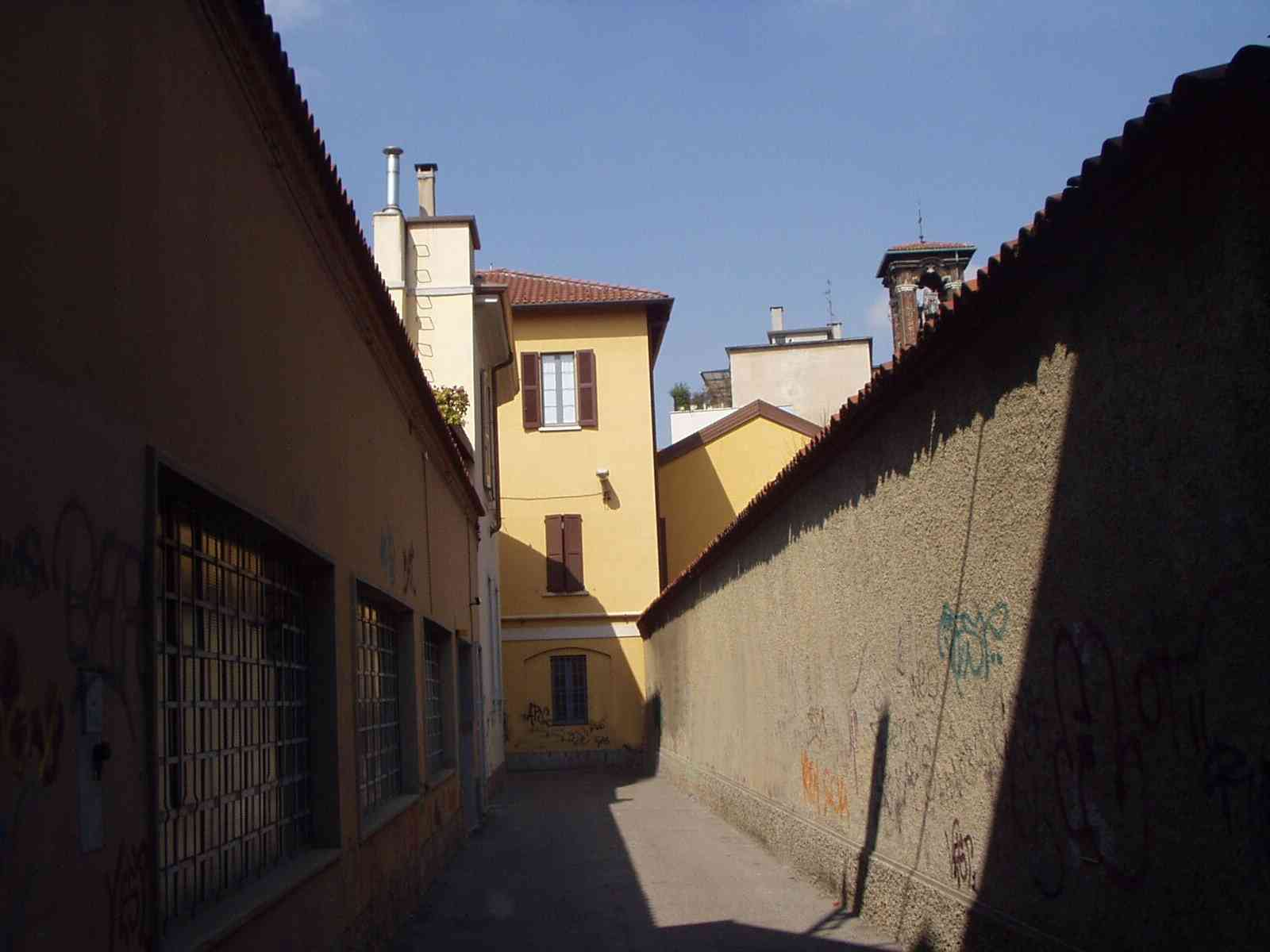
Via della Signora in Monza sulla destra il muro di cinta dell'ex convento di Santa Margherita
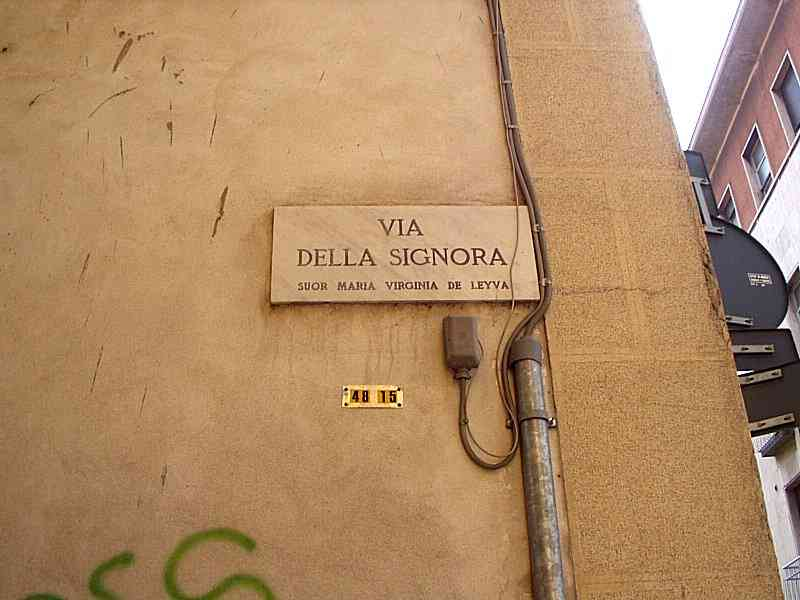
Targa via della Signora in Monza da via Moriggia, Porta Lodi
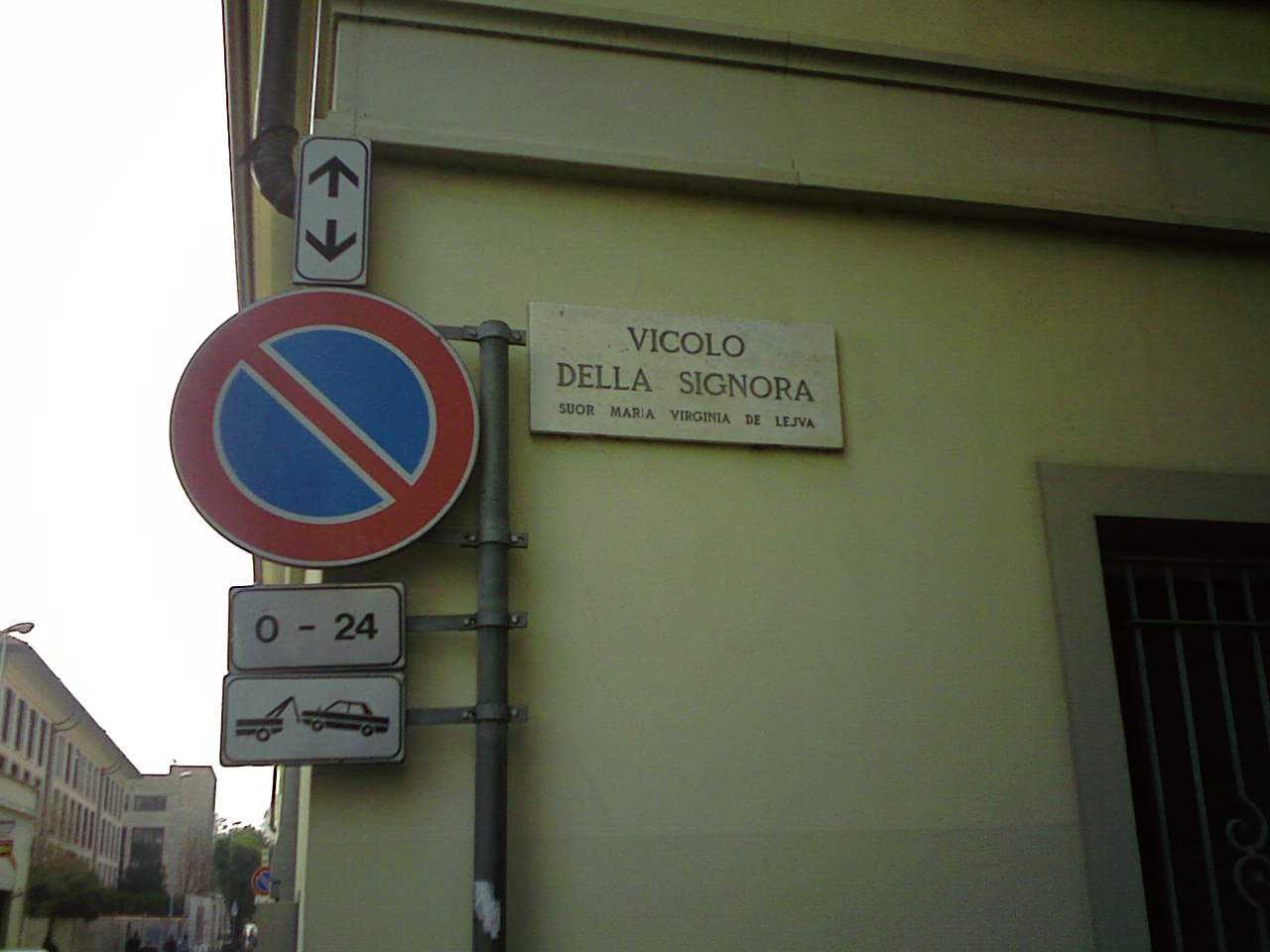
Vicolo della Signora a Monza
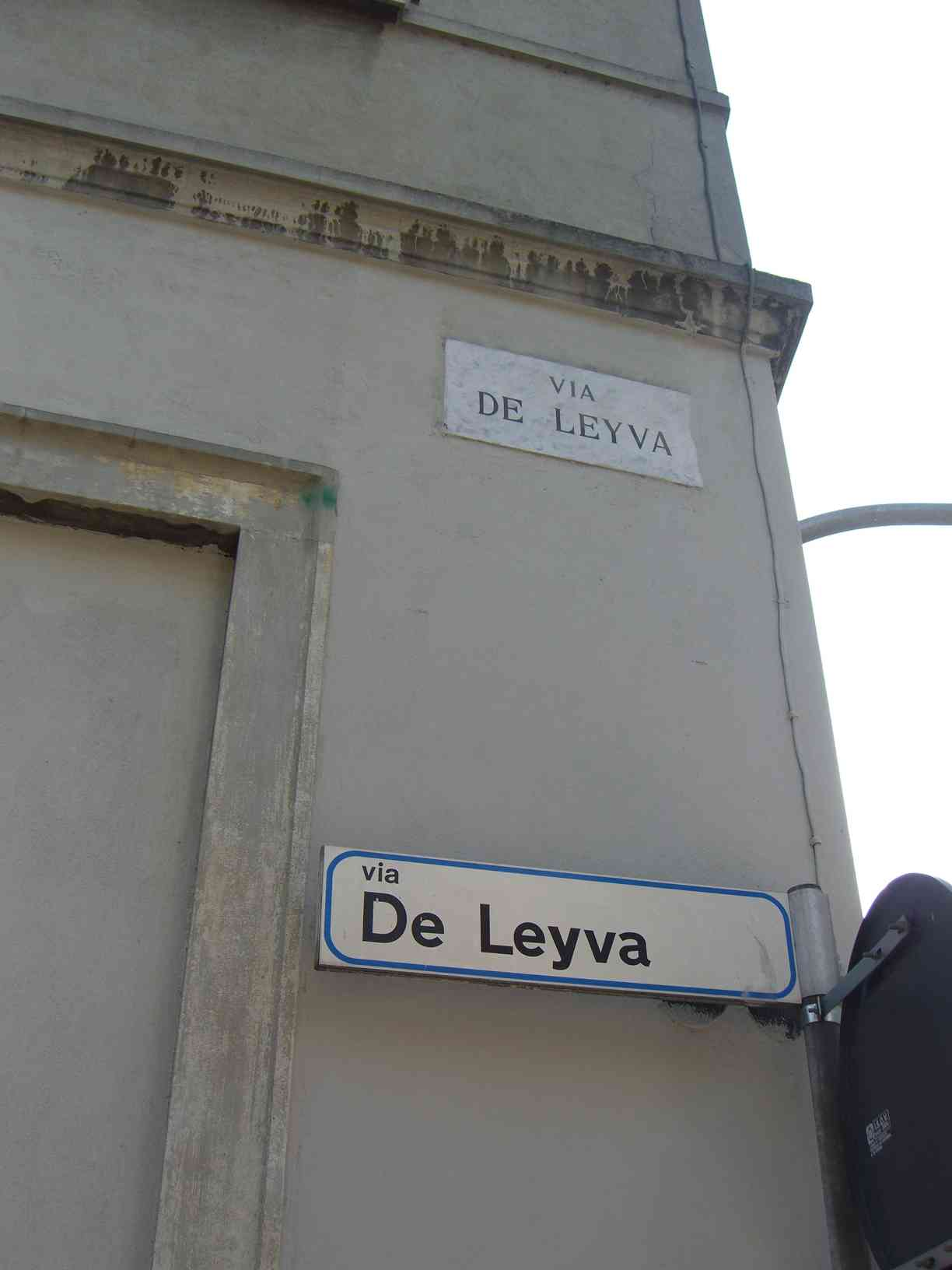
via De Leyva a Monza
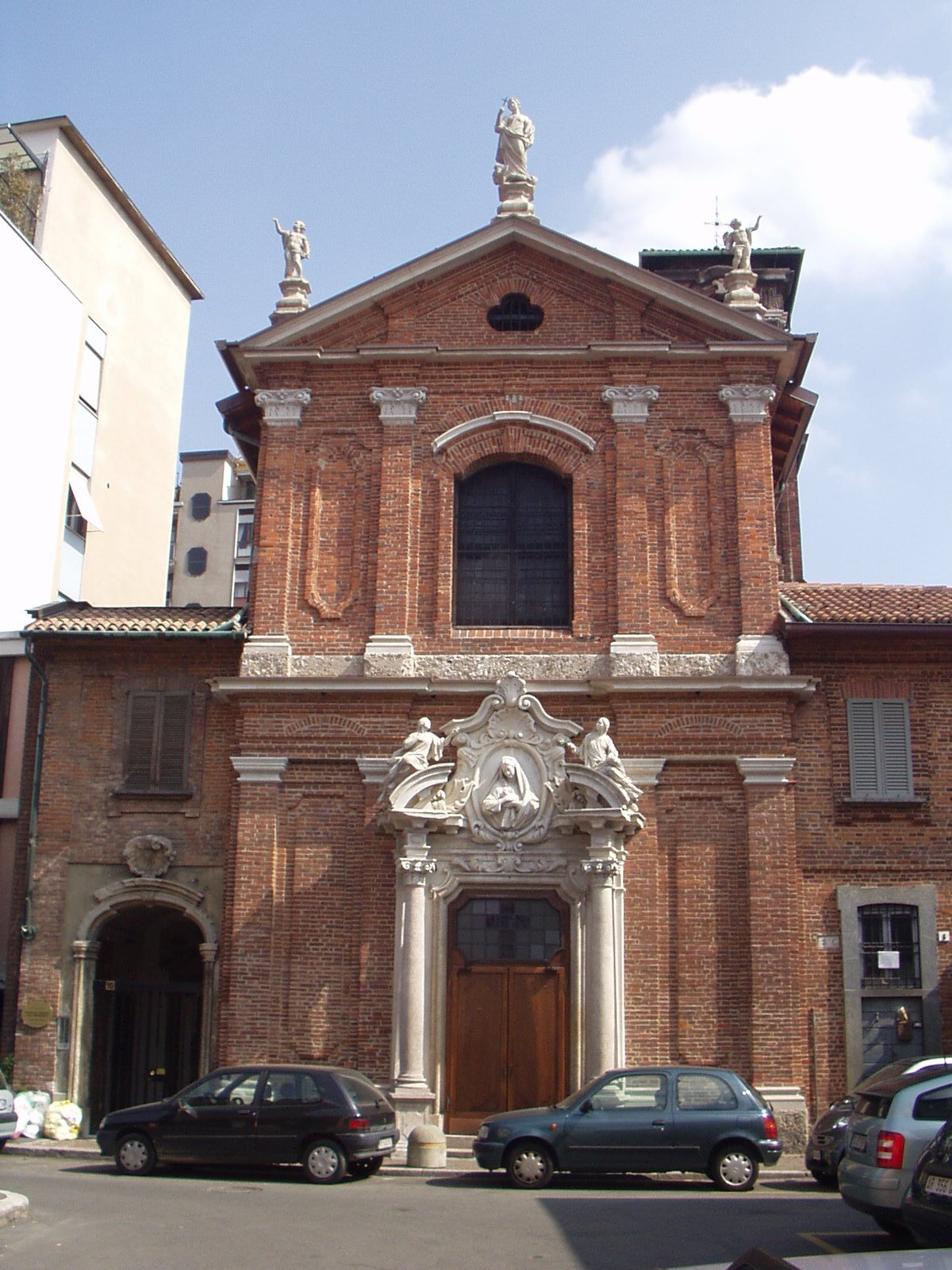
Portico di ingresso all'ex convento di Santa Margherita a sinistra della facciata della chiesa di San Maurizio in Monza che prospetta sulla piazzetta di Santa Margherita
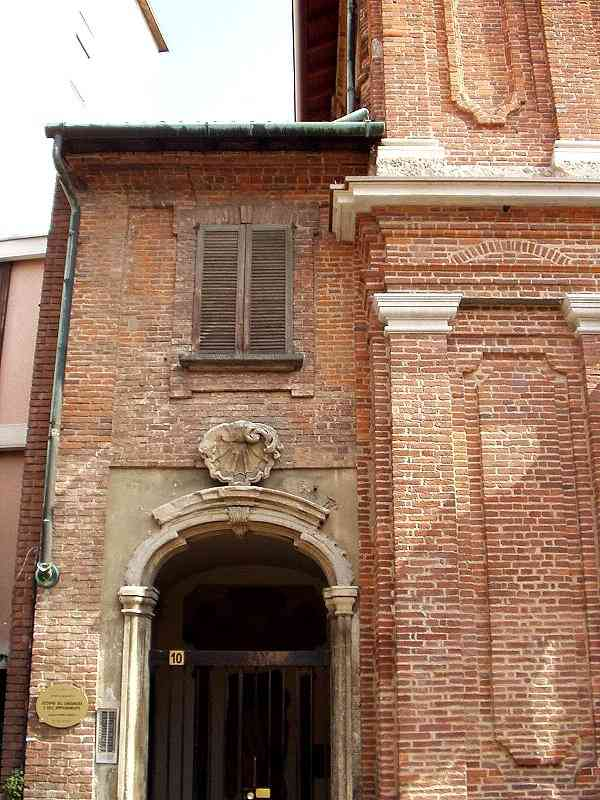
Monza: ingresso dell'ex convento di Santa Margherita, sulla piazzetta omonima, a fianco della chiesa di San Maurizio
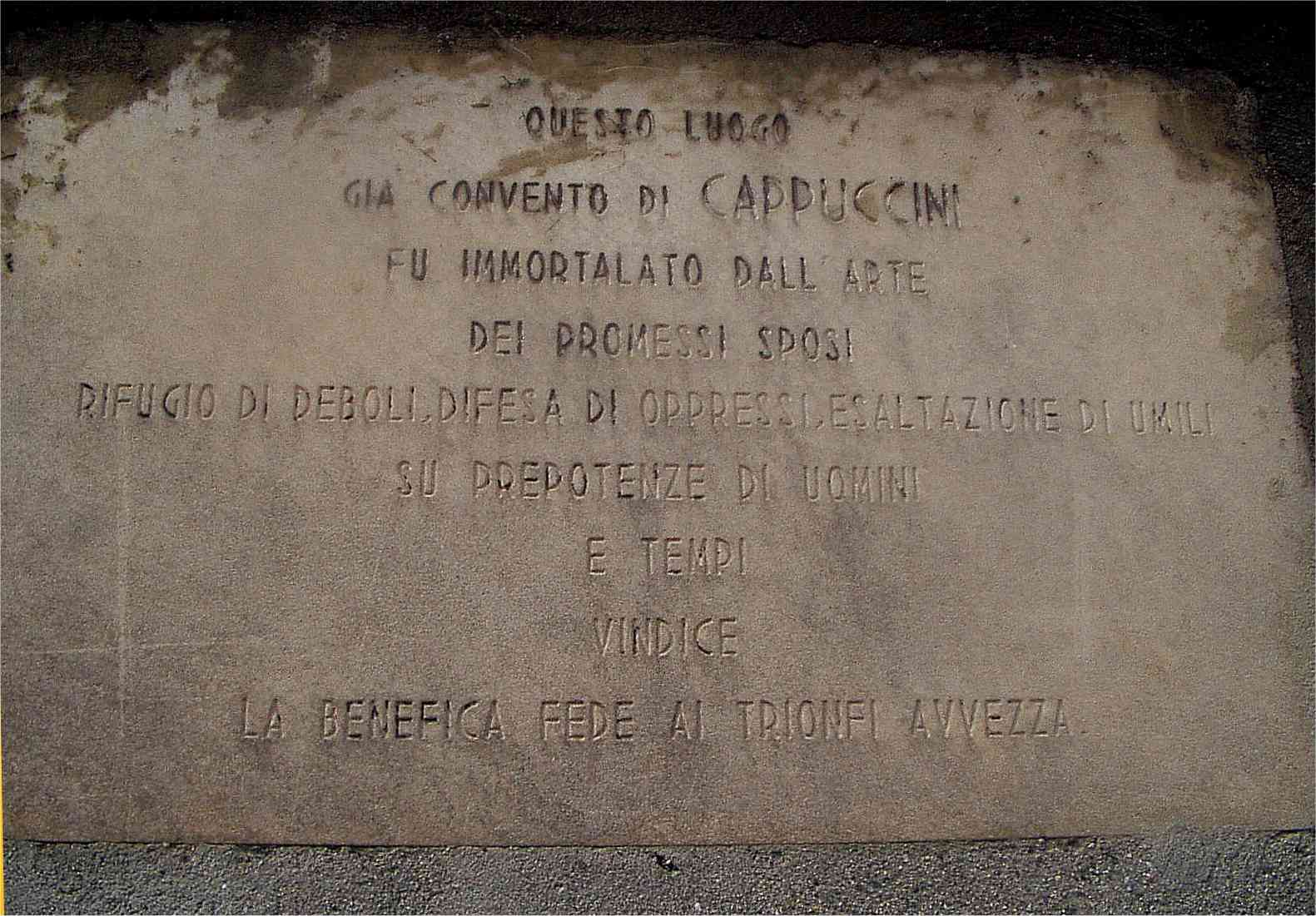
Via Marsala n. 44 in Monza, verso Milano targa commemorativa ex convento dei Cappuccini dove Renzo e Lucia furono inviati dal padre Cristoforo dovendo fuggire da Lecco(Promessi sposi)
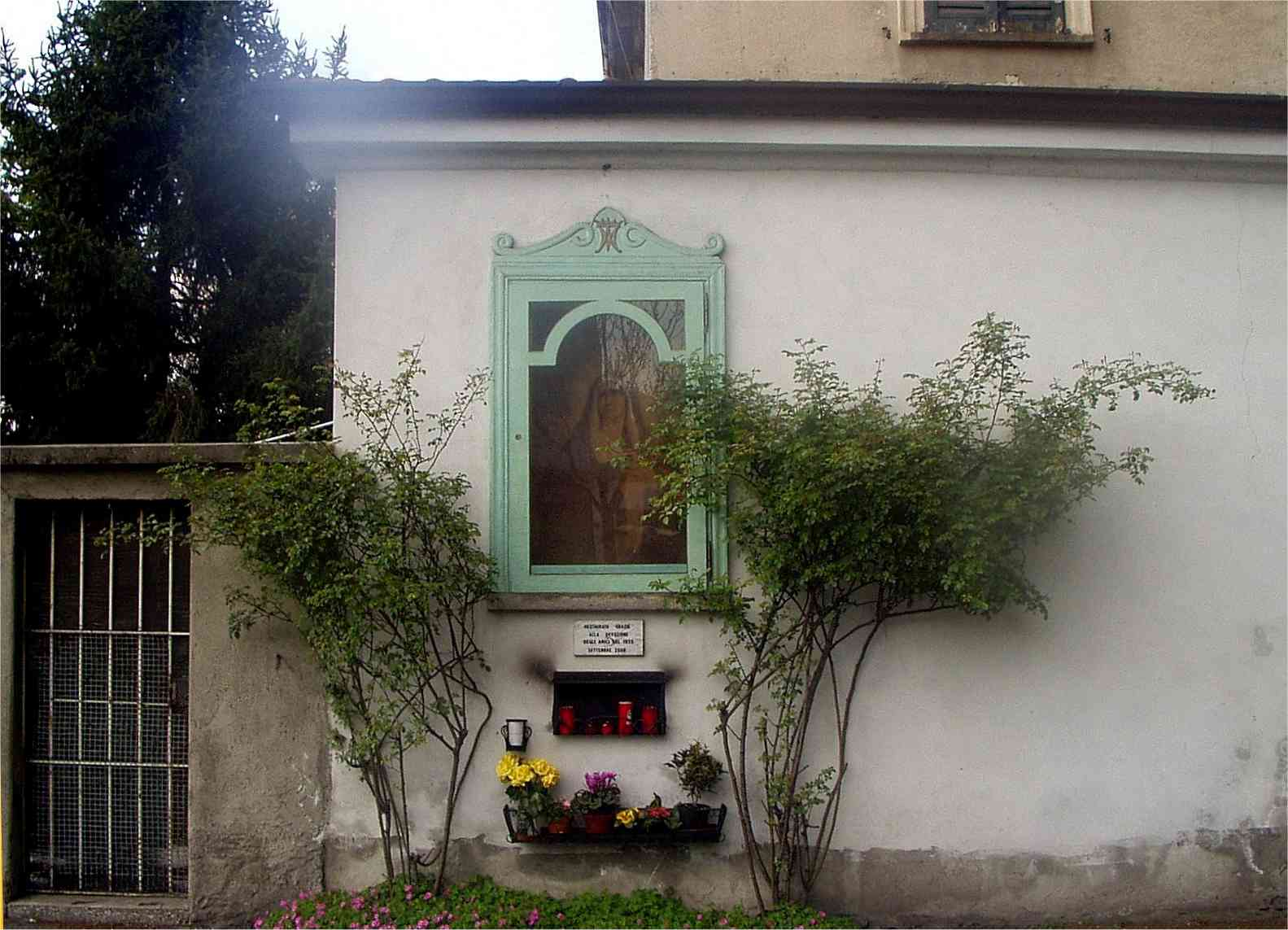
Via Marsala n. 44 in Monza edicola votiva sul muro di cinta dell'ex convento dei Cappuccini con la presunta effigie di suor Virginia Maria de Leyva oggetto di devozione popolare
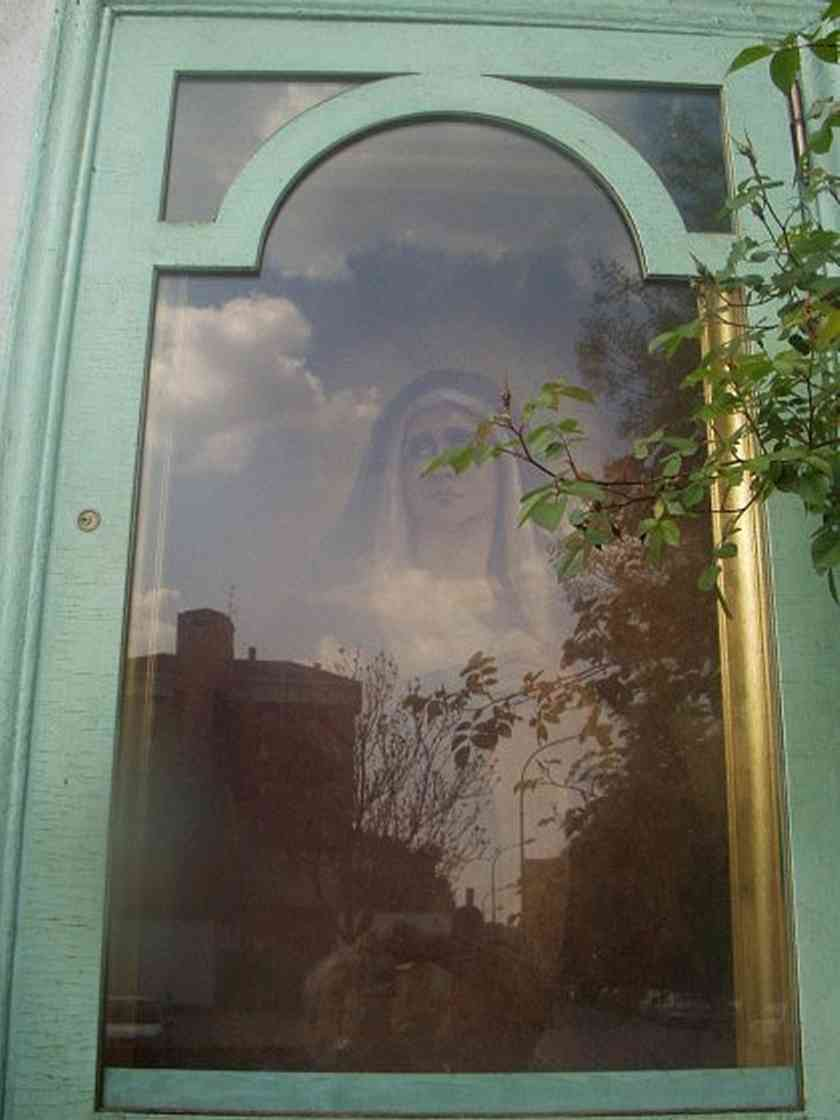
Via Marsala n.44 in Monza santella sul muro di cinta dell'ex convento dei Cappuccini con il supposto ritratto di suor Virginia Maria de Leyva
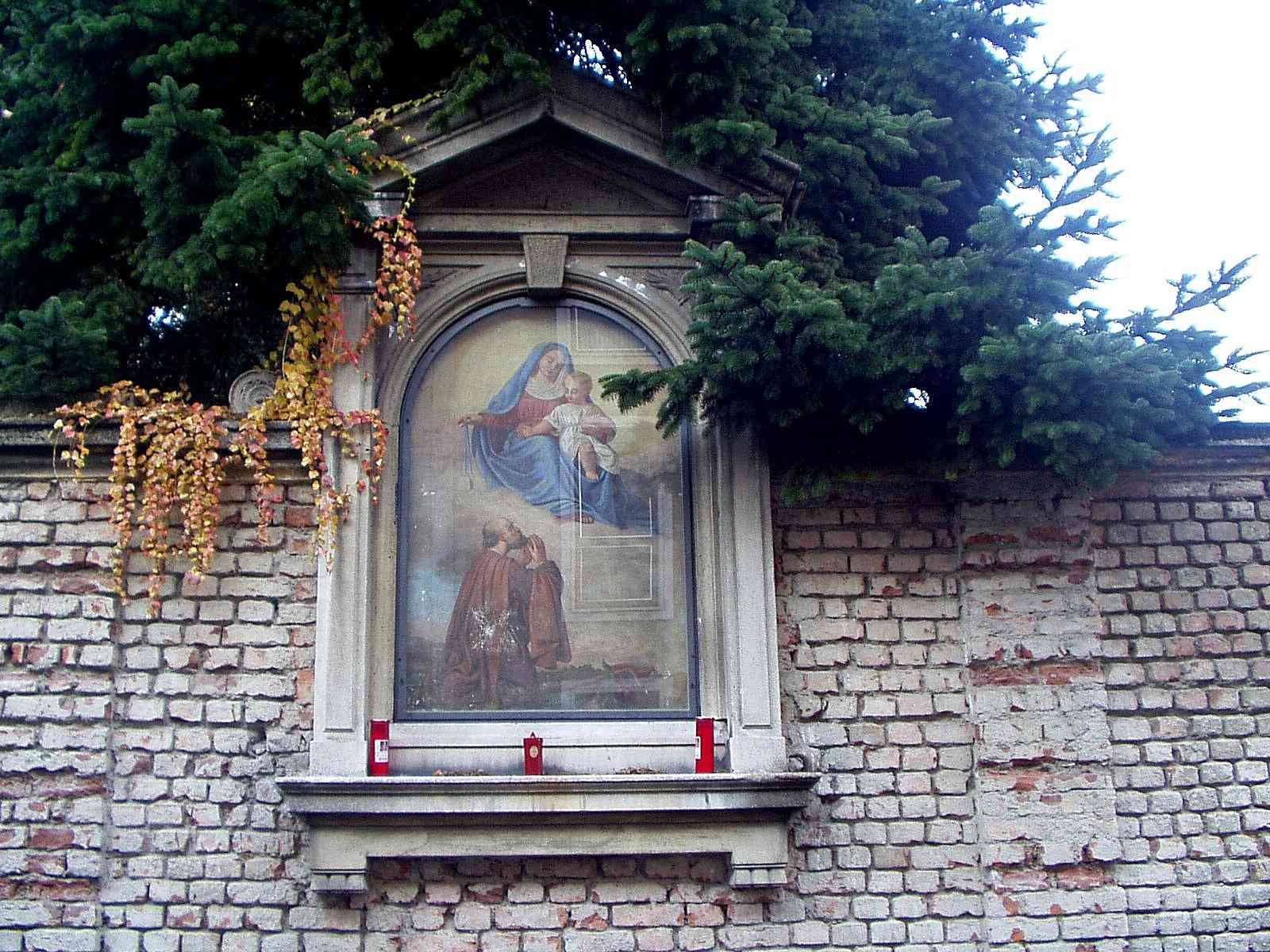
santella in via de Leyva a Monza
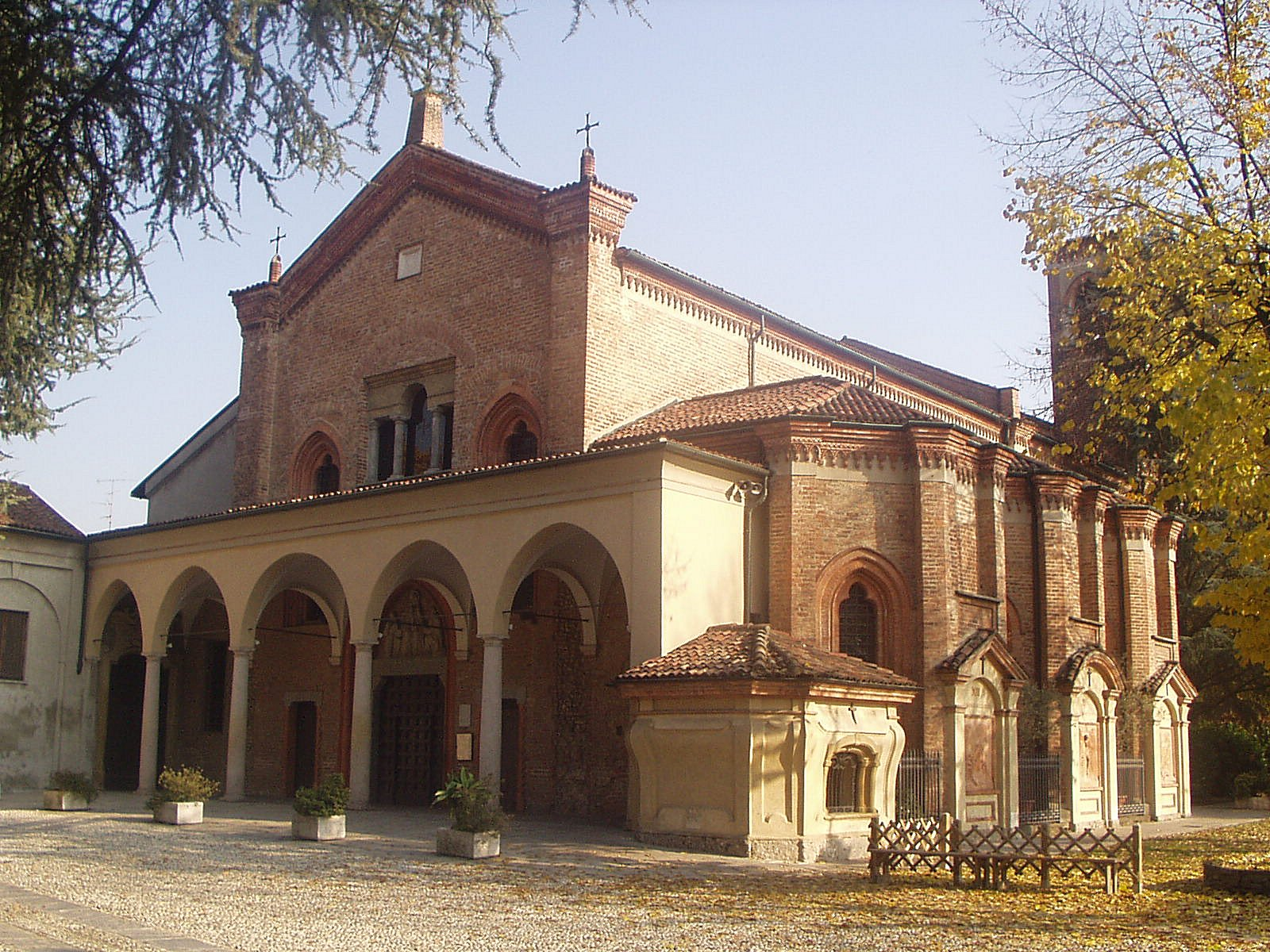
Santuario delle Grazie vecchie in Monza qui sostarono a pregare l'Osio, suor Benedetta e suor Ottavia, le due monache complici scomode in fuga dal convento di Santa Margherita per evitare l'arresto
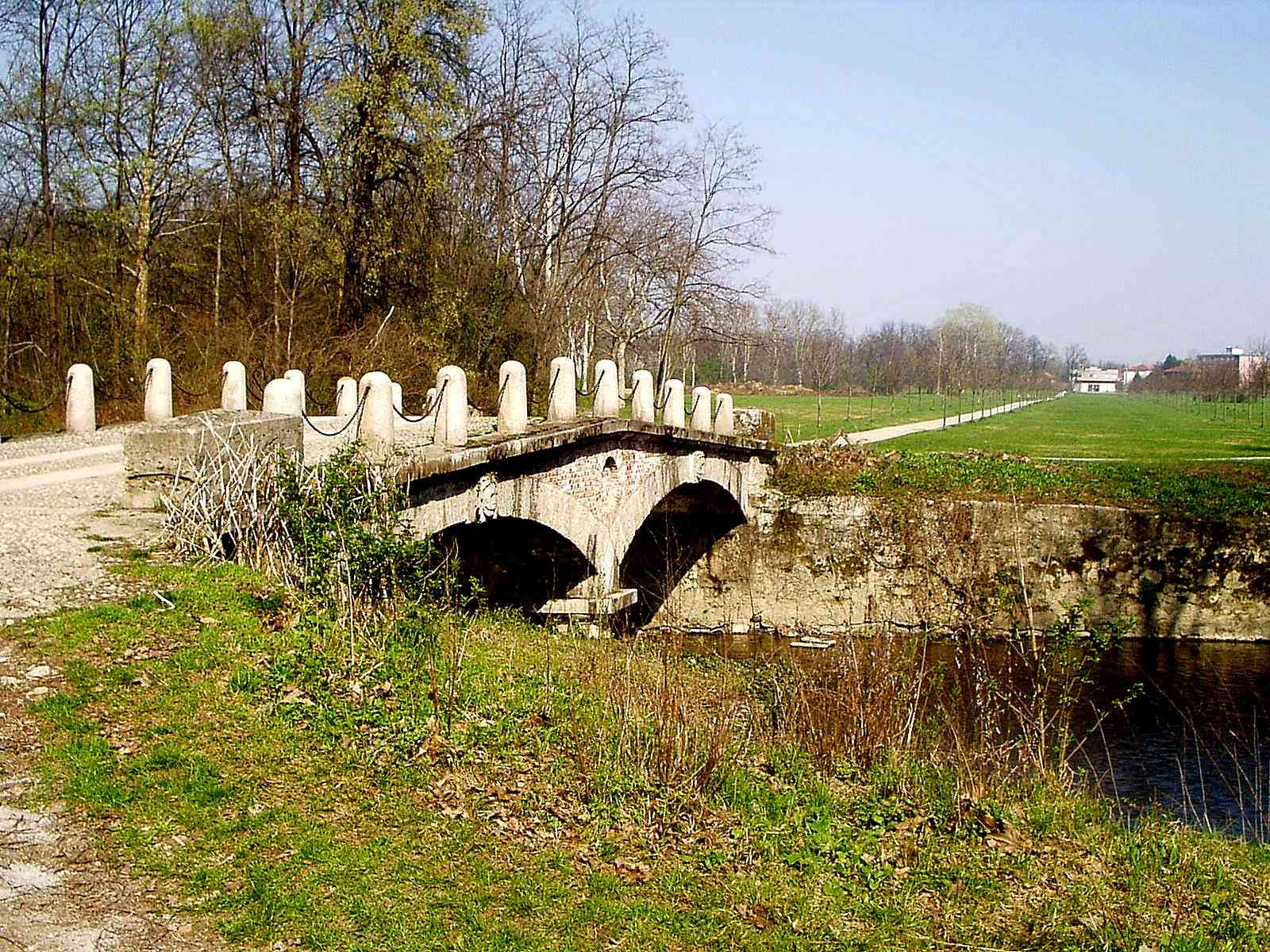
Monza Parco ponte delle catene al trivio del viale dei Sospiri qui l'Osio in fuga tentò di annegare suor Ottavia, una delle due monache complici fuggite con lui dal convento di Santa Margherita in Monza per evitare che potesse testimoniare, in un pozzo di una cascina allora poco distante gettò invece suor Benedetta

### Adattamenti cinematografici
- La monaca di Monza (1947)
- La monaca di Monza (1962)
- La monaca di Monza (1969)
- La vera storia della monaca di Monza (1980)
- La monaca di Monza (1987)

### Adattamenti teatrali
- La monaca di Monza opera teatrale di Giovanni Testori
- La monaca di Monza una storia lombarda uno spettacolo di Mara Gualandris e Loredana Riva
- La monaca di Monza regia di Biribò Toloni

### Adattamenti televisivi
- Virginia, la monaca di Monza (2004)

### Mostre
- La monaca di Monza Castello Sforzesco Milano dal 25 novembre 2009 al 21 marzo 2010
- La Monaca di Monza dal romanzo al cinema e al fumetto Monza dal 23 settembre 2016 all'8 gennaio 2017
- La Monaca di Monza la mostra, Serrone della Villa Reale della reggia di Monza dal 1º ottobre 2016 al 19 febbraio 2017

## Ascendenza
|                                       |                |                               | Genitori                   |  |  | Nonni |  |  | Bisnonni         |  |  | Trisnonni              |  |
|                                       |                |                               |                            |  |  |       |  |  | Antonio de Leyva |  |  | Juan Martinez de Leyva |  |
|                                       |                |                               |                            |  |  |       |  |  | Antonio de Leyva |  |  | Juan Martinez de Leyva |  |
|                                       |                | Constanza de Mendoza y Guzman |                            |  |  |       |  |  | Antonio de Leyva |  |  |                        |  |
| Luis de Leyva                         |                |                               |                            |  |  |       |  |  | Antonio de Leyva |  |  |                        |  |
|                                       |                | Castellana Fabra              | …                          |  |  |       |  |  |                  |  |  |                        |  |
|                                       |                | Castellana Fabra              | …                          |  |  |       |  |  |                  |  |  |                        |  |
|                                       |                | Castellana Fabra              | …                          |  |  |       |  |  |                  |  |  |                        |  |
| Martino de Leyva y de la Cueva-Camera |                | Castellana Fabra              |                            |  |  |       |  |  |                  |  |  |                        |  |
|                                       |                | …                             | …                          |  |  |       |  |  |                  |  |  |                        |  |
|                                       |                | …                             | …                          |  |  |       |  |  |                  |  |  |                        |  |
|                                       |                | …                             | …                          |  |  |       |  |  |                  |  |  |                        |  |
| Marianna de la Cueva y Cabrera        |                | …                             |                            |  |  |       |  |  |                  |  |  |                        |  |
|                                       |                | …                             | …                          |  |  |       |  |  |                  |  |  |                        |  |
|                                       |                | …                             | …                          |  |  |       |  |  |                  |  |  |                        |  |
|                                       |                | …                             | …                          |  |  |       |  |  |                  |  |  |                        |  |
| Marianna (Virginia) de Leyva          |                | …                             |                            |  |  |       |  |  |                  |  |  |                        |  |
|                                       | Luchino Marino | Tobia Marino                  |                            |  |  |       |  |  |                  |  |  |                        |  |
|                                       | Luchino Marino | Tobia Marino                  |                            |  |  |       |  |  |                  |  |  |                        |  |
|                                       | Luchino Marino | …                             |                            |  |  |       |  |  |                  |  |  |                        |  |
| Tommaso Marino                        | Luchino Marino |                               |                            |  |  |       |  |  |                  |  |  |                        |  |
|                                       |                | Clara Spinola                 | Giovanni Francesco Spinola |  |  |       |  |  |                  |  |  |                        |  |
|                                       |                | Clara Spinola                 | Giovanni Francesco Spinola |  |  |       |  |  |                  |  |  |                        |  |
|                                       |                | Clara Spinola                 | Maria Lomellini            |  |  |       |  |  |                  |  |  |                        |  |
| Virginia Marino                       |                | Clara Spinola                 |                            |  |  |       |  |  |                  |  |  |                        |  |
|                                       |                | …                             | …                          |  |  |       |  |  |                  |  |  |                        |  |
|                                       |                | …                             | …                          |  |  |       |  |  |                  |  |  |                        |  |
|                                       |                | …                             | …                          |  |  |       |  |  |                  |  |  |                        |  |
| Bettina Doria                         |                | …                             |                            |  |  |       |  |  |                  |  |  |                        |  |
|                                       |                | …                             | …                          |  |  |       |  |  |                  |  |  |                        |  |
|                                       |                | …                             | …                          |  |  |       |  |  |                  |  |  |                        |  |
|                                       |                | …                             | …                          |  |  |       |  |  |                  |  |  |                        |  |
|                                       |                | …                             |                            |  |  |       |  |  |                  |  |  |                        |  |